# I maktens skugga
I maktens skugga är en kriminalroman från 2014 skriven av Viveca Sten. Det är den sjunde boken i en serie Sandhamnsdeckare om kriminalinspektören Thomas Andreasson och juristen Nora Linde.